# Loko (Sprache)
Loko, selten auch Landogo, ist eine Mande-Sprache der Loko in Sierra Leone und dem südlichen Guinea. Sie wird in Sierra Leone von etwa 92.000 Menschen (Stand 2015) als Muttersprache gesprochen.
Es gibt mit Buya, Gbendembu, Koya, Laia, Libisegahun, Magbiambo, Nagbanmba, Ngoahu, Ribbi und Sanda mindestens zehn bekannte Dialekte.